# Bitwa pod Sokołowem
Bitwa pod Sokołowem – starcie zbrojne, które miało miejsce 2 maja 1848 w czasie powstania wielkopolskiego, pod Sokołowem, pomiędzy powstańcami wielkopolskimi a Prusakami.

## Przebieg bitwy
Po bitwie pod Miłosławiem oddziały powstańcze opanowały Wrześnię i jej okolice. 2 maja w rejon ten zapuścił się liczący ok. 1800 ludzi oddział pruskich żołnierzy, którymi dowodził gen. Hirschfeld. Polacy, dowodzeni przez Ludwika Mierosławskiego, zagrodzili nieprzyjacielowi drogę pod Sokołowem. Powstańcy podzielili się na kilka oddziałów i zorganizowali punkty oporu, gdzie mieli się skutecznie bronić.
Wymiana ognia przerodziła się w walkę bezpośrednią, ponieważ do ataku ruszyła pruska kawaleria. Sformowane przez oddziały polskich kosynierów – dowodzonych przez Ludwika Oborskiego oraz mjra Jabłkowskiego – czworoboki skutecznie odparły pruską szarżę. Kosynierzy ponieśli jednak bardzo duże straty w walce z piechotą. Do starcia włączyły się jednak formowane pospiesznie oddziały chłopów z lokalnych wsi, które zmusiły żołnierzy pruskich do rozproszenia się i uniemożliwiły im koncentrację w jednym miejscu. Jednocześnie polscy ułani obeszli Sokołowo i, dostając się na tyły pruskie, zadali nieprzyjacielowi znaczne straty.
Wieczór zmusił obie strony do zaprzestania walki. Sytuację tę wykorzystał gen. Hirschfeld, który pośpiesznie wycofał swoich ocalałych ludzi na północ, do Gulczewa. Bitwa pod Sokołowem była najkrwawszym starciem powstania wielkopolskiego. Po stronie powstańców poległo ok. 300 ludzi, znaczne straty ponieśli też Prusacy. Zachęceni tym sukcesem chłopi w następnych dniach zorganizowali ruch partyzancki w tej części Wielkopolski. Sam Mierosławski planował poprowadzić uderzenie w kierunku Gniezna. Jednak pomimo tego sukcesu, wśród oficerów i ziemiaństwa polskiego zaczęło dominować przekonanie o bezcelowości dalszej walki. W tej sytuacji do większych starć już nie doszło.

## Upamiętnienie
- Pomnik bitwy pod Sokołowem
- Mogiła powstańców poległych 2 maja 1848 w bitwie pod Sokołowem na Cmentarzu Farnym we Wrześni
- Pieśń o 1848 roku
- Jesienią 2012 na terenie folwarku w Sokołowie dokonano ekshumacji szczątków 20 poległych kosynierów. Ich uroczysty pogrzeb z asystą wojskową odbył się 2 maja 2013[2]. Pochowano ich przed kopcem w Sokołowie. Rok później nad mogiłą zbudowano mały sarkofag.